# Passingroest

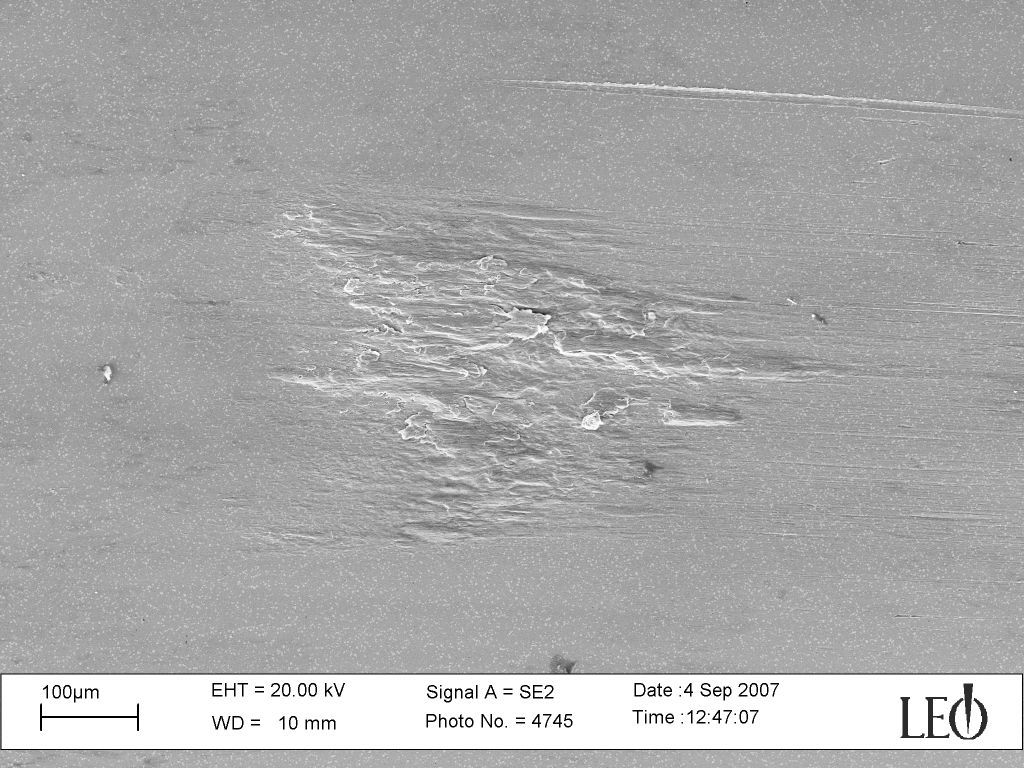
Een microscoopopname van het gevolg van passingroest. Duidelijk is het aangroeien (lassen) van het contactmateriaal te zien (vreten).

Passingroest is een slijtageverschijnsel dat ontstaat wanneer twee delen, als gevolg van de druk die erop wordt uitgeoefend, ietsje ten opzichte van elkaar bewegen (microslip). Als gevolg van deze beweging kunnen de delen ofwel tijdelijk aan elkaar lassen (koudlassen) ofwel slijten. Het gevolg van deze passingroest is dat constructies bezwijken (dan wel vastlopen of uitlubberen).
Bij as-naafverbindingen die aan trillingen blootstaan, kunnen microverschuivingen tussen de as en de naaf plaatsvinden. Hierdoor kan passingroest ontstaan.

## Oorzaak
Meestal ontstaan deze bewegingen door vervorming bij belasting. Een dergelijke vervorming kan veroorzaakt worden door een foutief gekozen passing of doordat de delen te zwak zijn.

## Voorkomen van passingroest
Door het kiezen van de juiste passing en/of het toepassen van een smeermiddel of een coating wordt passingroest in een constructie voorkomen. Deze oplossingen zijn erop gebaseerd speling te voorkomen of de delen van elkaar gescheiden te houden.